# Paul Schmitt (peintre)
Pour les articles homonymes, voir Schmitt.
Paul Léon Félix Schmitt, né le 10 juillet 1855 à Paris où il est mort le 25 novembre 1902, est un peintre paysagiste français.

## Biographie
Parisien, il est le fils de Léontine Aline Pau de Saint-Martin, pianiste et peintre, fille d'artiste, et du compositeur franco-allemand Georges Schmitt. Élève d'Antoine Guillemet, Paul Schmitt expose au Salon de Paris à partir de 1879 jusqu'à la fin de sa vie. Ses premières huiles sur toile représentent des paysages inspirés des environs de Paris, dont l'Essonne, de la Bretagne, de la Normandie, de l'Auvergne, de la Picardie. On compte aussi des vues de Paris et de ses proches faubourgs. En 1888, il devient membre de la société du Salon des artistes français et reçoit la médaille de bronze durant l'Exposition universelle de Paris l'année suivante. Il réside un temps au 11 rue Boissonade.
Vers 1882, il enseigne le dessin dans les écoles de la ville de Paris.
Vers 1898, il reçoit commandes de mairies situées autour de Paris pour y composer des fresques qui donnent une série d'intéressantes représentations de la banlieue avant son urbanisation.
Il meurt à son domicile parisien au 49 rue Claude-Bernard.
En 1907, sa veuve, Louise Alice Lucie née Tardy, fait don de plusieurs œuvres à la ville de Paris.
Parmi ses nombreux élèves, il forme sa sœur, la peintre Noémie Schmitt.

## Œuvre peint

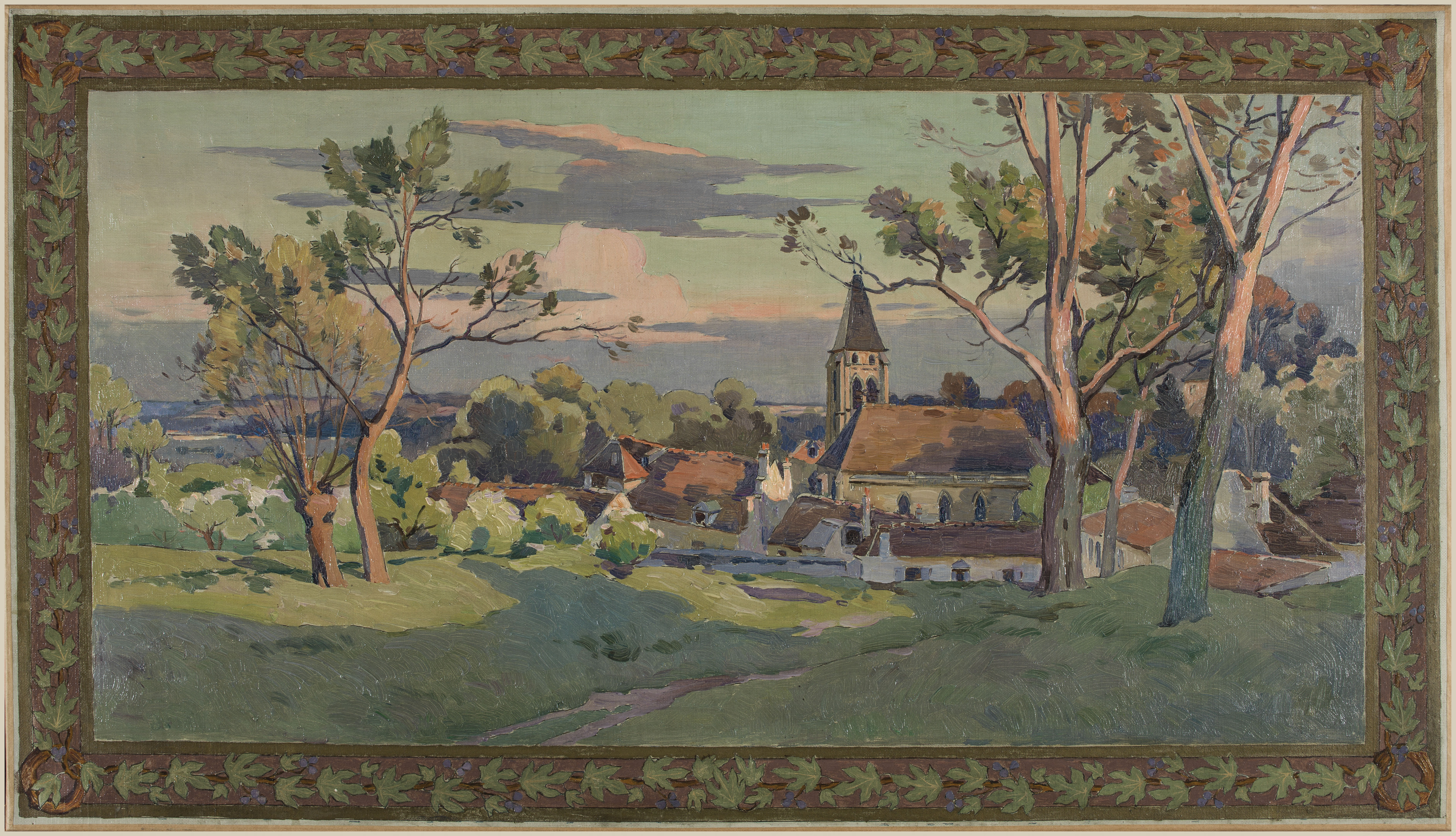
Esquisse pour la mairie de Thiais, 1902.

### Collections publiques
- La Baignade des dames, huile sur toile, 1888, musée de Picardie.
- Le Vieux Chemin des Moulineaux, près Meudon, huile sur toile, 1888, mairie de Béthune.
- Matinée de juillet à Saint-Cyr, huile sur toile, 1892, musée de Picardie.
- Les remparts du sud à Provins, huile sur toile, 1896, musée de Provins.
- Vue lointaine de Montrouge et Vue de Paris, fresques, 1900, Hôtel de ville de Montrouge.
- Paysage, bord de rivière, huile sur toile, musée des beaux-arts de Rennes[6].
- Paris, Petit Palais[7] :
  - Esquisses pour la salle de fête de la mairie de Vincennes, gouaches sur carton, 1898.
  - Esquisses pour la mairie d'Asnières, gouaches sur carton, 1901.
  - Esquisses pour la mairie de Thiais, gouaches sur carton, 1902.
  - Esquisses pour la mairie de Vanves, gouaches sur carton, 1902.
  - Paysage avec des maisons, dessin, s.d.
  - Les remparts : donjon de Vincennes et Sainte-Chapelle de Vincennes , aquarelles, s.d.
  - La Seine au Pont Mirabeau, aquarelle et gouache, s.d.
  - Paysage, pierre noire sur papier, s.d.
  - Rue Sadi-Carnot, aquarelle, s.d.
- Toile non identifiée, Buenos Aires, musée national des Beaux-Arts.